# Wartislaw VI.

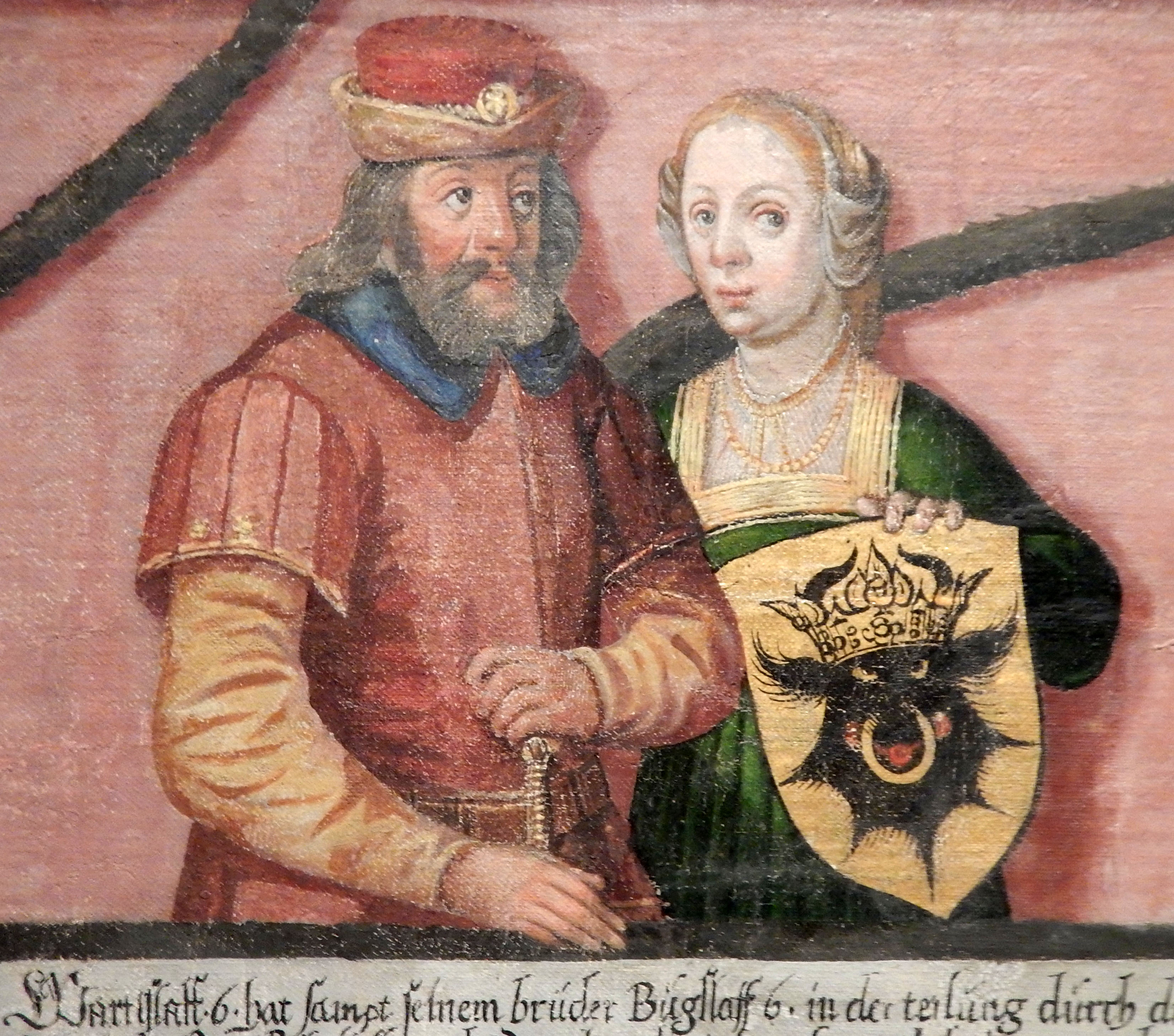
Wartislaw VI. und seine Gemahlin Anna auf dem Bilderstammbaum der Greifen von Cornelius Krommeny (1598)

Siegel von Herzog Wartislaw VI.

Wartislaw VI. (* um 1345; † 13. Juni 1394 in Klempin) war der älteste Sohn des Herzogs Barnim IV. von Pommern-Wolgast-Rügen.

## Leben
Nach dem Tode seines Vaters Barnim IV. im Jahr 1365 wurde Pommern-Wolgast bis 1372 in das östliche Herzogtum Pommern-Stolp (von der Swine bis zum Fluss Leba) und die westlichen Herzogtümer Barth und Wolgast geteilt. Wartislaw VI. übernahm 1377 das Herzogtum Barth und nach dem Tode seines Bruders Bogislaw VI. auch das Herzogtum Wolgast. 

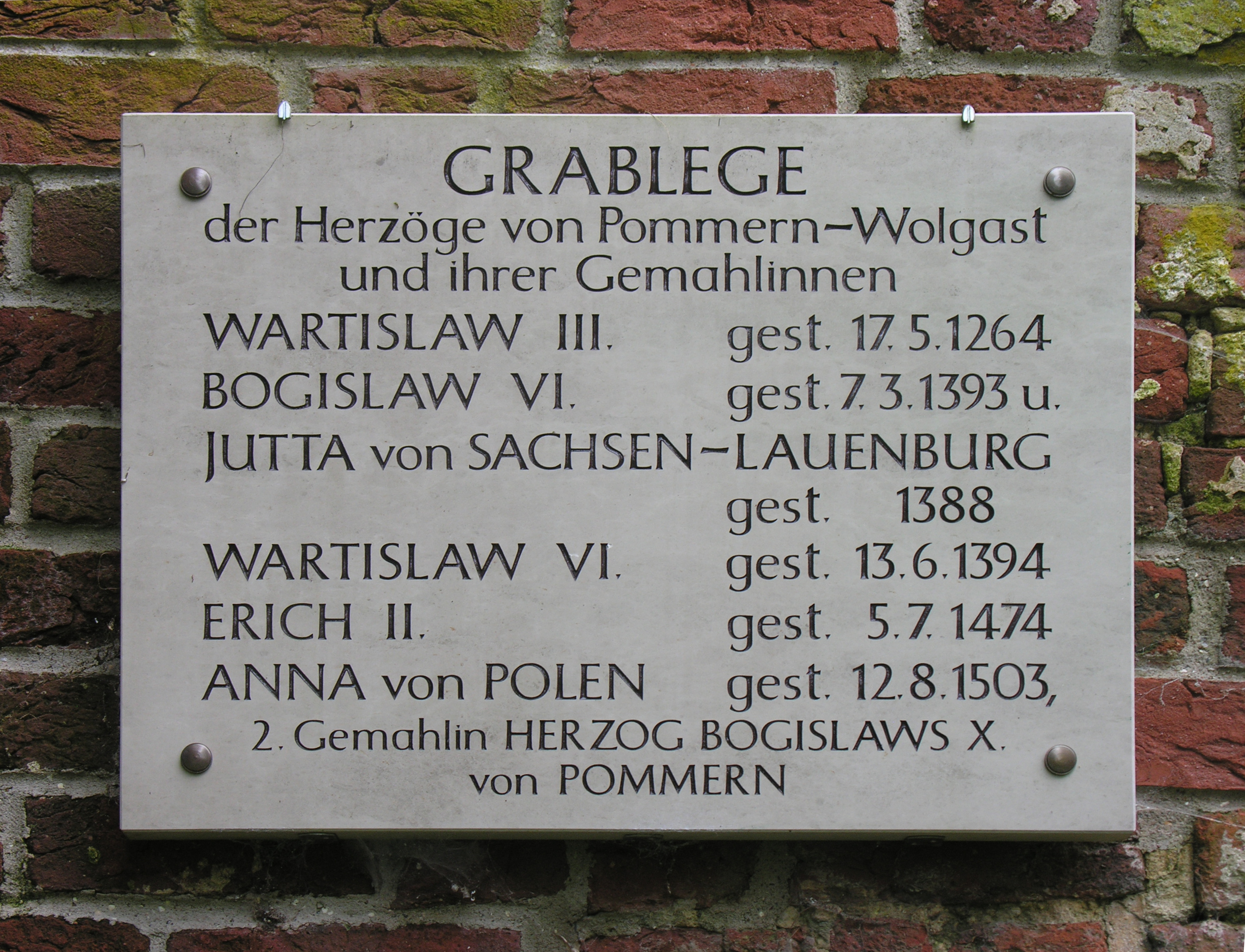
Begräbnistafel im Kloster Eldena

Wartislaw VI. geriet 1365 mit seinem Onkel Bogislaw V. von Pommern-Stolp in Streit, der ihm das väterliche Erbe streitig machte. Er trotzte ihm 1368 Wolgast ab, verbündete sich mit Dänemark gegen Mecklenburg, machte vom 6. bis 11. November 1368 die Schlacht bei Damgarten mit und wurde von Herzog Albrecht von Mecklenburg bis zum 7. Juli 1369 gefangen gehalten, bis er mit seinen mitgefangenen Vasallen für 18.000 Mark ausgelöst wurde. Er stritt ständig mit seinem Wolgaster Bruder weiter und beerbte ihn dann mit dem ganzen Herzogtum Pommern-Wolgast. Er war zuerst auf Seiten der Königin Margarete I. von Dänemark und ging 1378 auf die Seite der Mecklenburger über, um die alten dänischen Lehensansprüche auf Rügen loszuwerden.

## Familie
Aus seiner Ehe mit Anna von Mecklenburg-Stargard, Tochter des Herzogs Johann I. von Mecklenburg-Stargard, stammen die Kinder:
- Barnim VI.
- Wartislaw VIII.
- Sophie ⚭ mit Heinrich I. von Braunschweig